# Alexandre Neville
Alexandre Neville (v. 1340 - 16 mai 1392), est archevêque d'York entre 1374 et 1388.

## Vie
Alexandre Neville est membre de l’une des plus puissantes familles du Nord de l’Angleterre, (la famille Neville). Il est le fils cadet de Ralph Neville (en), 2e baron Neville de Raby, et d'Alice Audley. Il est proche du roi Richard II d'Angleterre, et est consacré archevêque d'York le 4 juin 1374. Lorsque les Lords Appellant s’en prennent à Richard en 1386, il est accusé de trahison et condamné à la prison à vie dans le château de Rochester.
Neville s’enfuit, et le pape, s’apitoyant sur son sort, l’envoie servir en Écosse comme évêque de Saint Andrews en 1388. Mais les Écossais ne l'acceptent pas, et pendant trois ans (jusqu’à sa mort en mai 1392), il est prêtre de la paroisse de Louvain, où il est enterré dans l’église des Carmélites.